# 最上一平
最上 一平（もがみ いっぺい、1957年4月11日 - ）は、日本の児童文学作家。

## 来歴・人物
山形県西村山郡朝日町生まれ。上山農業高等学校（現山形県立上山明新館高等学校）卒。
1985年『銀のうさぎ』（で第18回日本児童文学者協会新人賞受賞。2001年『ぬくい山のきつね』で第41回日本児童文学者協会賞、第19回新美南吉児童文学賞受賞。2010年『じぶんの木』で第21回ひろすけ童話賞受賞。2019年『たぬきの花よめ道中』で第24回日本絵本賞受賞。2024年『じゅげむの夏』で第71回産経児童出版文化賞JR賞、第73回小学館児童出版文化賞受賞。

## 著書
- 『銀のうさぎ』（高田三郎絵、新日本出版社） 1984
- 『かみなり雲がでたぞ』（遠藤てるよ絵、新日本出版社） 1986
- 『「火の用心」が聞こえた』（石倉欣二画、草土文化） 1986
- 『ぐみ色の涙』（高田三郎絵、新日本出版社） 1987
- 『ブーちゃんの秋』（久米宏一絵 新日本出版社、新日本にじの文学） 1988
- 『キャベツ畑で夢を見た』（小林与志絵、文研出版） 1989
- 『あな』（福田岩緒絵、新日本出版社） 1991
- 『友だちなんていわない』（長谷川知子絵、新日本出版社） 1991
- 『なまず』（福田岩緒絵、新日本出版社） 1992
- 『星のまつり』（織茂恭子絵、童心社、童心社のジョイブックス） 1993
- 『雪がわらったよ』（土田義晴絵、文渓堂） 1993
- 『広野の馬』（高田三郎絵、新日本出版社） 1994
- 『空を走る電車』（福田岩緒絵、教育画劇、スピカの創作童話） 1995
- 『せなかをとんとん』（長谷川知子絵、ポプラ社） 1996
- 『大きなさかな』（吉村竹彦絵、佼成出版社） 1998
- 『ぼくの大イワナ』（渡辺洋二絵、文研出版） 1998
- 『きょうとあしたのさかいめ』（渡辺有一絵、教育画劇、行事の由来えほん） 2000
- 『ぬくい山のきつね』（宮本忠夫絵、新日本出版社、風の文学館） 2000
- 『ヤギになっちゃうぞ』（石倉欣二絵、新日本出版社） 2001
- 『オニヤンマ空へ』（市居みか絵、岩崎書店） 2002
- 『おとうさんの木』（長新太絵、教育画劇） 2003
- 『おばけバッタ』（石井勉絵、ポプラ社） 2003
- 『七海と大地のちいさなはたけ 春のおくりもの』（菊池恭子絵、ポプラ社） 2003
- 『七海と大地のちいさなはたけ 冬のあいぼう』（菊池恭子絵、ポプラ社） 2004
- 『七海と大地のちいさなはたけ 秋のかいぞく』（菊池恭子絵、ポプラ社） 2004
- 『七海と大地のちいさなはたけ 夏のきせき』（菊池恭子絵、ポプラ社） 2004
- 『バッタの足』（西村郁雄絵、学習研究社） 2004
- 『山のかぼちゃ運動会』（渡辺有一絵、新日本出版社、緑の文学館） 2004
- 『ビーズのてんとうむし』（童心社） 2005
- 『ラッキーセブン』（ポプラ社） 2005
- 『じぶんの木』（松成真理子絵、岩崎書店、えほんのぼうけん） 2009
- 『山からの伝言』（渡辺有一絵、新日本出版社） 2009
- 『ゆっくり大きくなればいい』（武田美穂絵、ポプラ社、新・童話の海） 2009
- 『ちょんまげくらのすけ』（かつらこ絵、国土社） 2010
- 『夏のサイン』（よこやまようへい絵、角川学芸出版） 2011
- 『千年もみじ』（中村悦子絵、新日本出版社） 2012
- 『ともだちのはじまり』（みやこしあきこ絵、ポプラ社） 2012
- 『黄金の夏休み』（伊藤秀男絵、文溪堂） 2013
- 『すすめ! 近藤くん』（かつらこ絵、WAVE出版） 2013
- 『今日はあそぼう!』（山本祐司絵、ベースボール・マガジン社、子どもの生活習慣を考える絵本） 2014
- 『幸運をよぶ朝ごはん』（山本祐司絵 ベースボール・マガジン社、子どもの生活習慣を考える絵本） 2014
- 『ユッキーとともに』（陣崎草子絵、佼成出版社） 2014